# Falling Into Infinity
Falling into Infinity är det amerikanska progressiv metal/progressiv rock-bandet Dream Theaters fjärde studioalbum, utgivet september 1997 av skivbolaget EastWest. Det är det sista studioalbumet där keyboardisten Derek Sherinian är med. Det ses av vissa som ett försök av bandet att "sälja sig", och det misstänks att bandet själva inte var helt nöjda med albumet, då de vanliga symbolerna inte finns på omslaget.

## Låtlista
1. "New Millennium" – 8:20
2. "You Not Me" – 4:58
3. "Peruvian Skies" – 6:43
4. "Hollow Years" – 5:53
5. "Burning My Soul" – 5:29
6. "Hell's Kitchen" (instrumental) – 4:16
7. "Lines in the Sand" – 12:05
8. "Take Away My Pain" – 6:03
9. "Just Let Me Breathe" – 5:28
10. "Anna Lee" – 5:51
11. "Trial of Tears" – 13:07
  1. "It's Raining"
  2. "Deep in Heaven"
  3. "The Wasteland"

Text: Mike Portnoy (spår 1, 5, 9), Desmond Child (spår 2), John Petrucci (spår 2–4, 5, 7, 8), James LaBrie (spår 10), John Myung (spår 11)
Musik: Dream Theater (spår 1, 3–11), Dream Theater/Desmond Child (spår 2)

## Medverkande
Dream Theater
- James LaBrie – sång
- John Myung – basgitarr
- John Petrucci – gitarr
- Mike Portnoy – trummor
- Derek Sherinian – keyboard

Bidragande musiker
- Doug Pinnick – sång (spår 7)

Produktion
- Kevin Shirley – producent, ljudtekniker, ljudmix
- Rich Alvy – ljudtekniker
- Barbra Lipke – assisterande ljudtekniker
- Dave Swope – assisterande ljudmix
- Leon Zervos – mastering
- Peter Curzon, Sam Brooks – omslagsdesign
- Tony May, Paul La Raja – foto